# Joachim van der Vlugt
Joachim van der Vlugt (Luxemburg-Stad, 1970) is een Nederlands kunstschilder, die woont en werkt in Luxemburg.

## Leven en werk
Van der Vlugt studeerde aan de Academie voor Beeldende Kunsten (1988-1993) in Maastricht. Hij wordt in zijn schilderwerk geïnspireerd door de klassieke Hollandse en Vlaamse meesters. Van der Vlugt schildert vooral landschappen en portretten, die hij soms binnen één werk combineert. Hij gebruikt een bedekt kleurenpalet en bouwt zijn schilderijen in deels transparante lagen op, waarbij hij nu en dan geometrische vormen of vegen opneemt en het geheel vormt tot een georkestreerde chaos. Van der Vugt hoopt dat de toeschouwer door het analyseren van de verschillende lagen een emotionele wisselwerking krijgt met het werk.
Joachim van der Vlugt is een tweelingbroer van de beeldhouwer Wouter van der Vlugt. In 2001 vormden zij samen met fotograaf Jeannine Unsen, glaskunstenaar Anne-Claude Jeitz en de beeldhouwers Tom Flick en Patrick Meyer het kunstenaarscollectief Sixthfloor. Zij hebben hun ateliers in een oude houtzagerij in Koerich, waar ook vernissages en andere evenementen plaatsvinden.
Van der Vlugt is lid van de Cercle Artistique de Luxembourg (CAL). In 2003 won hij op de najaarssalon van de CAL de aanmoedigingsprijs voor jonge kunstenaars.

## Onderscheidingen
- 2003 Prix d'encouragement aux Jeunes Artistes, CAL, Luxemburg